# Ampass
Ampass è un comune austriaco di 1 810 abitanti nel distretto di Innsbruck-Land, in Tirolo.

## Geografia fisica
Ampass è situata a 651 m di altitudine su un terrazzamento del versante meridionale della valle dell'Inn. Nei dintorni della località è situato il piccolo lago di Taxerhof, circondato da un canneto e da una zona umida, adatto a ospitare aironi e cutrettole.

## Storia
È probabile che Ampass fosse abitata nel XV secolo a.C., come risulta da un'urna funeraria, ritrovata sulla collina, risalente a quel periodo. Un numero maggiore di reperti, quali punte di frecce, spille di bronzo e perline, che sono stati rinvenuti, risalgono al periodo della Cultura di Hallstatt oppure a quella di La Tène. I Romani vi costruirono una strada militare, che collegava Matrei am Brenner con Hall in Tirol passando per Igls, Sistrans, Lans e Ampass. L'unica testimonianza rimasta è una pietra miliare di granito alta 1,9 m che si trova tuttora nel suo posto originale; questa fu presa come riferimento, nel 1254, per delimitare i confini tra le parrocchie di Wilten e di Ampass.
Nel VII secolo Ampass subì, come tutto il Tirolo, l'invasione dei Bavari della quale rimangono soltanto scheletriche tracce. Nel 1056 l'Imperatore Enrico IV di Franconia, succeduto all'età di sei anni alla morte del padre Enrico III il Nero, fece costruire una cappella, inaugurata dal vescovo di Bressanone Altwin, elevata successivamente a capella regalis. Nel 1140 Ampass viene citata per la prima volta nei documenti come "Ambans", nome derivato dal celtico che significa «tra due fiumi»; a quel tempo era sotto la giurisdizione del tribunale di Sonnenburg. Nel 1313 fu elevato a comune con una propria autonomia fiscale e in quell'anno risultavano a ruolo 22 famiglie contribuenti. Con l'intensificarsi del commercio diretto verso il sud, nel 1552, l'antica strada romana fu ristrutturata ed ampliata.

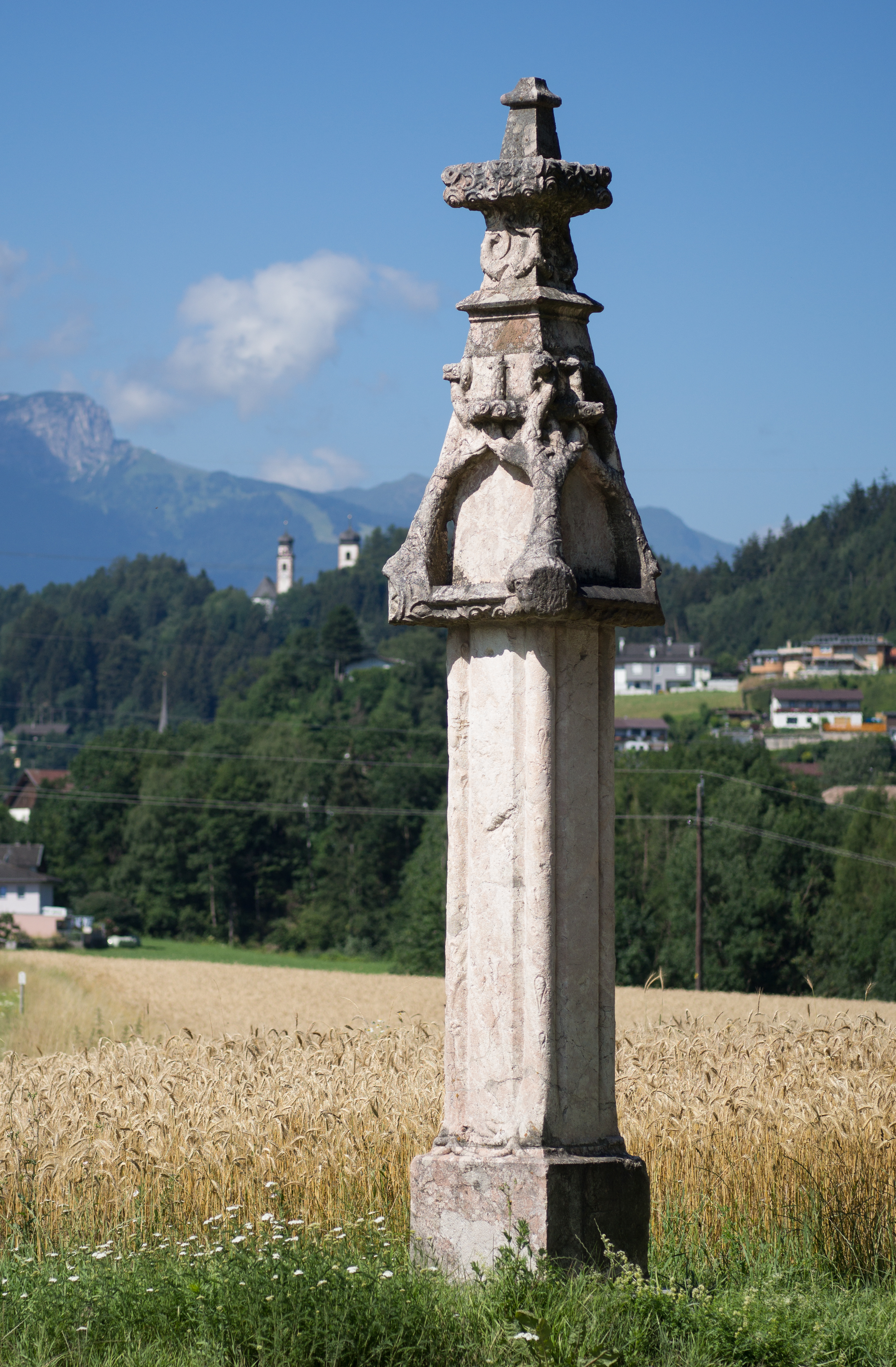
La Viertelsäule

Nel 1634 il villaggio fu colpito dalla peste, che ne decimò la popolazione; in ricordo della pestilenza fu innalzata, lungo la strada del sale sul colle Sonnenbühel, una stele votiva conosciuta come Viertelsäule, diventata sia l'emblema di Ampass. sia la stele gotica più famosa del Tirolo. Durante l'Insorgenza tirolese vi furono diversi combattimenti nel comune; gli insorti furono comandati da Josef Speckbacher, dal conte Victor Dankl e da Kaspar Sautner, nativo di Ampass. A seguito della vittoria contro i Bavaresi ed i francesi Ampass passò sotto la corte distrettuale di Hall in Tirol.
Tra il 1840 e gli inizi del 1900 la popolazione di Ampass, a causa dell'espansione industriale di Innsbruck, diminuì poiché gli abitanti preferirono migrare verso la città che offriva migliori possibilità di lavoro. La colonna Viertelsäule nel 1876 venne danneggiata da ignoti, fu restaurata e rimessa al proprio posto; successivamente fu restaurata nel 1906 e nel 1997 per opera di Johannes Stephan Schlögl.

### Stemma
L'emblema di Ampass è verde al palo d'argento, sul quale è raffigurata la Viertelsäule, il simbolo di Ampass eretta a ricordo della peste. Le due partizioni verdi rappresentano i prati di cui è circondato il comune ed il palo d'argento simbolizza la “strada del sale”. Lo stemma è stato concesso il 22 gennaio 1974.

## Monumenti e luoghi d'interesse

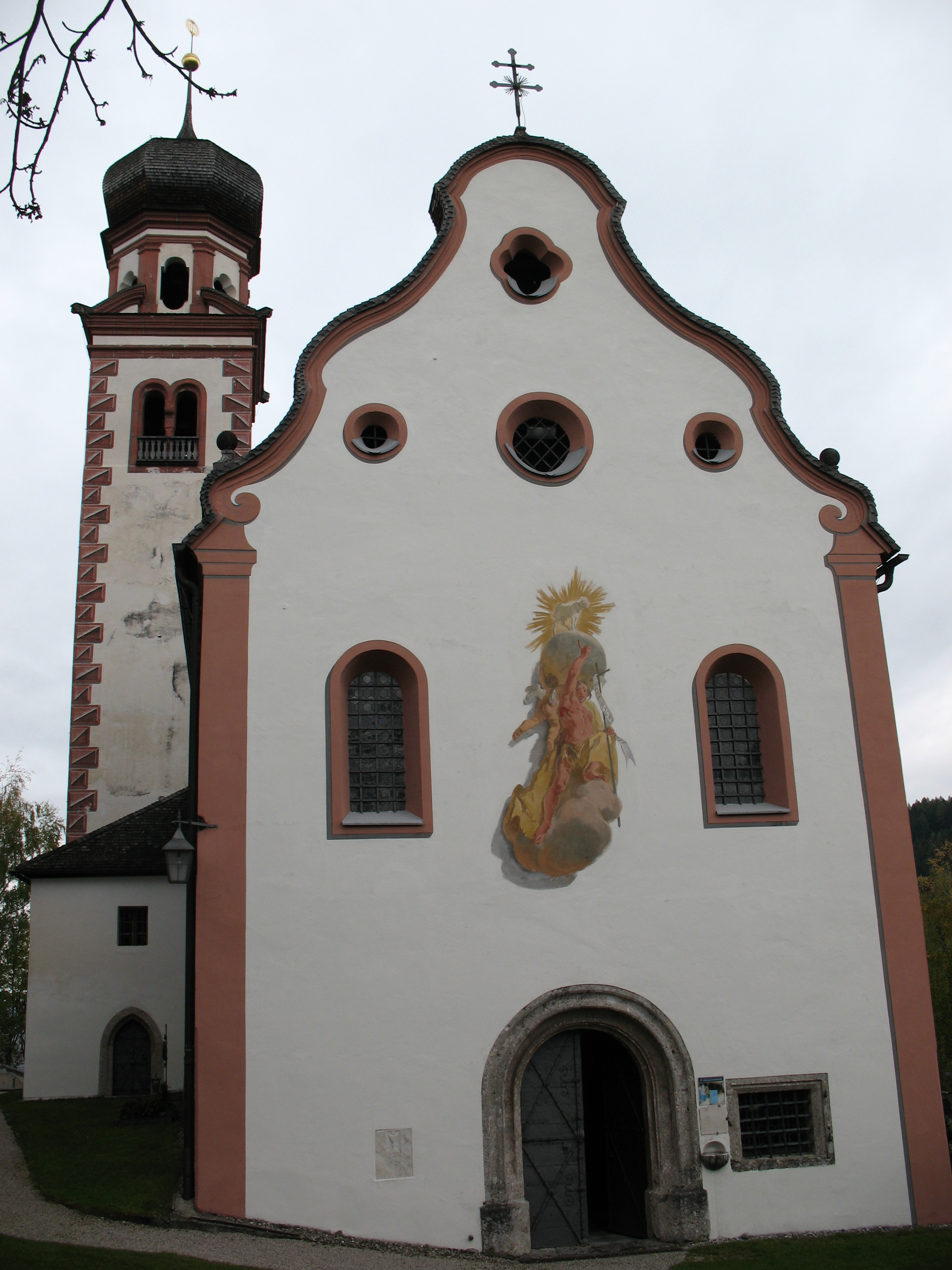
La chiesa parrocchiale di San Giovanni Battista

- Chiesa parrocchiale di San Giovanni Battista (Pfarrkirche Johannes der Täufer). Nel 1426 fu costruita una nuova chiesa in stile gotico dedicata a san Giovanni Battista; nel 1546 la chiesa era andata in rovina a causa delle distruzioni della guerra e nel 1567 fu distrutta da un incendio. Nel 1574 l'edificio fu restaurato e riaperto al culto, ma un terremoto nel 1698 lo rase al suolo. La chiesa fu nuovamente ricostruita e nel 1744 fu restaurata in stile barocco[1].

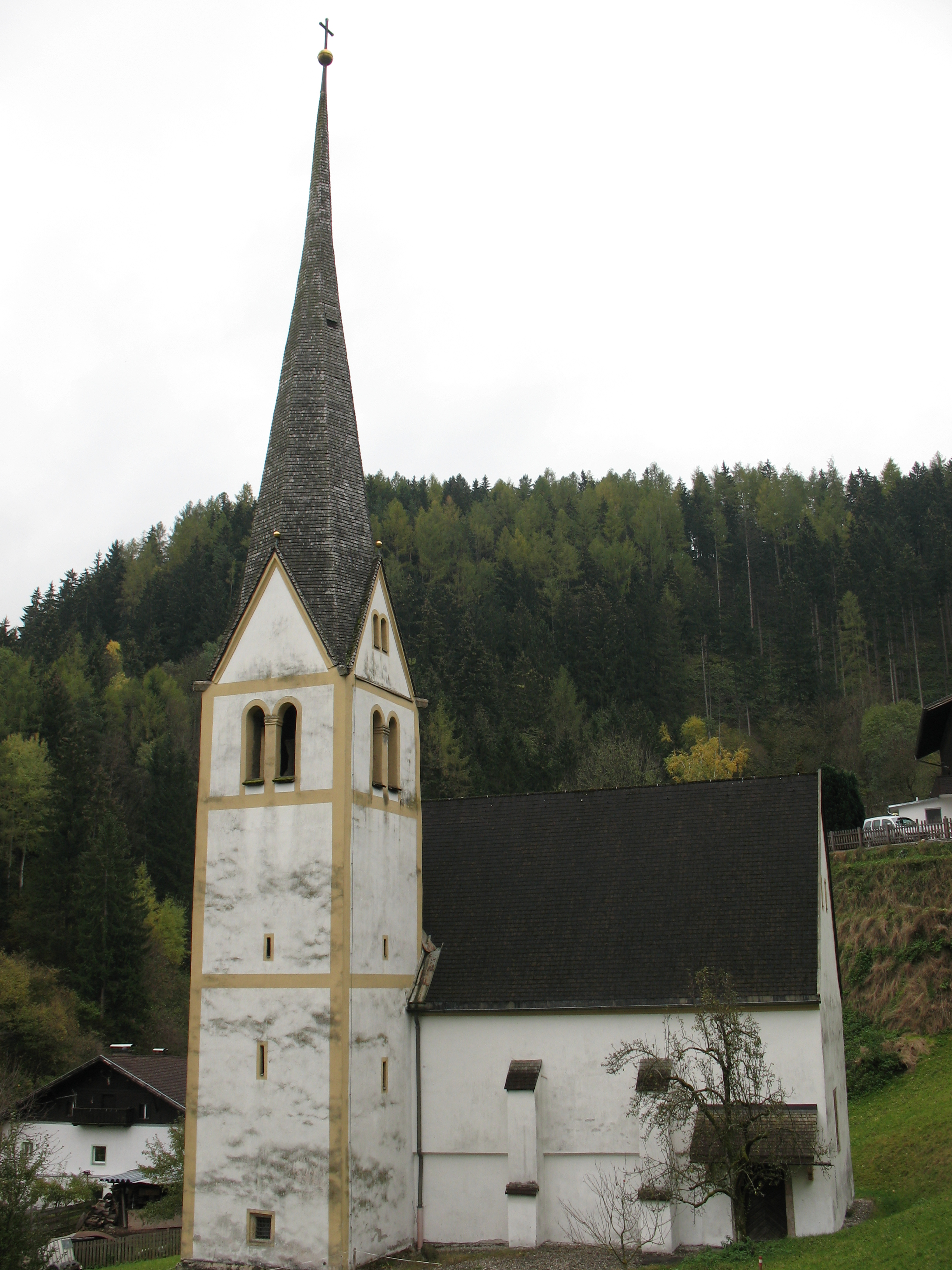
La chiesa di San Vito

- La chiesa di San Vito (Veitskirche) fu costruita, nel borgo superiore di Ampass, dai carrettieri che trasportavano il sale, nel 1429. Nel 1521 la chiesa fu ricostruita sulle vecchie fondamenta, e dietro l'altare sono ancora visibili le tracce delle intercessioni dei carrettieri. A seguito dei lavori di restauro sono stati rinvenuti degli affreschi con le insegne di Carlo V d'Asburgo[1].

## Infrastrutture e trasporti
Ampass si trova sull'antica strada del sale, che collegava Hall in Tirol con Matrei am Brenner, attualmente la Landesstraße L 38 (Ellbögener Straße). Ampass è collegata direttamente con Innsbruck, da cui dista 8 km, con la strada L 283 (Ampasser Straße).
Nel territorio comunale si trova una delle finestre della galleria di base del Brennero.